# Izlog jeftinih slatkiša
Izlog jeftinih slatkiša četvrti je studijski album slovenskoga glazbenog sastava Buldožer. Također je riječ je o prvom albumu bez njihova dotadašnjega frontmena i vokala Marka Brecelja, koji je na albumu stvaralački ipak surađivao. Na mjesto čeonoga člana skupine stupa dotadašnji gitarist Boris Bele. Na ploči grupa uspješno usklađuje svoje "komercijalne i umjetničke ambicije", a "uz svaku [je] pjesmu na ovitku otisnuta stilska oznaka (»boogie-woogie«, »pop swing«, »polka« i dr.)". Najprodavaniji album Buldožera ujedno zatvara njihova najveća uspješnica, Žene i muškarci, koja postaje poznata u cijeloj državi.
Autori su pjesama Boris Bele (A2, B3-B5), Marko Brecelj (A3 do B2) i Vili Bertok (A3) te Ivan Volarić - Feo (A1). Skladbe od B3 do B5 skladali su Boris Bele, Borut Činč, Davor Slamnig. Marko Brecelj autor je glazbe za skladbe A3, A5 i B1. Sve su aranžman Buldožera. Album je izdala slovenska diskografska kuća Helidon.

## Popis pjesama

### A strana
| Br. | Skladba                                | Trajanje |
| --- | -------------------------------------- | -------- |
| 1.  | »Boogie za prijatelja« (boogie-woogie) | 2:24     |
| 2.  | »Hvala ti za krv« (slow beat)          | 3:04     |
| 3.  | »Higijena« (punk)                      | 1:44     |
| 4.  | »Okrutni bogovi Istoka« (psychodelic)  | 5:39     |
| 5.  | »Jeftini slatkiši« (evergreen)         | 3:56     |

### B strana
| Br. | Skladba                          | Trajanje |
| --- | -------------------------------- | -------- |
| 1.  | »Novo vrijeme« (new wave)        | 2:39     |
| 2.  | »Make-down« (walzer)             | 2:42     |
| 3.  | »Karlo« (pop swing)              | 3:47     |
| 4.  | »Slovinjak punk« (polka)         | 2:35     |
| 5.  | »Žene i muškarci« (disco-reggae) | 3:47     |

## Impresum
- Aranžmani: Buldožer
- Bas: Andrej Veble
- Dizajn omota: Jože Slak-Doka
- Bubnjevi: Dušan Vran
- Fotografija: Blaž Ogorevc, Vojko Flegar
- Gitara-solo: Davor Slamnig
- Prateći vokal: Andrej Veble
- Producent, vodeći vokal, gitara: Boris Bele
- Snimatelji: Aco Razbornik
- Koproducent, pozadinski vokal, klavijature, piano: Borut Činč

Ostali su suradnici na albumu Lado Jakša, Metka Močnik, Srečo Papič i Rado Hribar.

## Vanjske poveznice
- Izlog jeftinih slatkiša na stranici Discogs.com